# Casa Singer (San Petersburgo)
La Casa Singer o Edificio de la compañía Singer (en ruso: Дом компании «Зингер», conocido también como la Casa del libro en ruso: Дом книги «Dom knigi») es un emblemático edificio del estilo Art Nouveau situado en San Petersburgo (Rusia). Situado en la intersección entre la avenida Nevski y el canal Griboyédova, es reconocido como un punto de interés de la ciudad.

## Historia
El edificio fue diseñado por el arquitecto ruso Pável Suzor para la filial rusa de la compañía Singer de máquinas de coser. La idea inicial de la compañía era la de construir un rascacielos similar al Singer Building de Nueva York, sede de la compañía que por aquel entonces estaba en construcción. Sin embargo, las leyes de San Petersburgo no permitían ningún edificio con una altura de la cornisa superior a 23,5 m; ningún edificio podía ser más alto que el Palacio de Invierno. A pesar de la restricción de altura, el arquitecto logró una solución elegante y notable. El edificio consta de seis plantas coronadas por una torre de bronce y cristal en cuya cima se encuentra una bola acristalada de 2,8 m de diámetro. Las esculturas del edificio fueron creadas por el escultor estonio Amandus Adamson.
Incorporó diversas innovaciones tecnológicas de la época. Fue, por ejemplo, el primer edificio de San Petersburgo en ser construido con estructura metálica. Su novedosa estructura metálica permitió la instalación de amplios ventanales en la planta baja. Fue equipado con las últimas novedades en ascensores, calefacción y aire acondicionado, y también con un sistema automático de limpieza de la nieve del tejado.
Durante la Primera Guerra Mundial acogió por un periodo breve a la embajada estadounidense. Poco después de la Revolución de Octubre el edificio fue nacionalizado y asignado a varias editoriales estatales. Dom Knigi, la principal librería estatal de la ciudad, abrió sus puertas en 1938. En 1948 tuvo que ser reparado debido a los daños causados durante la Segunda Guerra Mundial. El edificio fue restaurado entre 2004 y 2006 y está ocupado actualmente por varios negocios, entre ellos la Casa del libro (Dom Knigi o Дом книги) y el Café Singer.

## Galería
|         |
| Fachada |

|               |
| Vista lateral |

|                                 |
| La torre con la bola en lo alto |

|         |
| Entrada |

|                          |
| Esculturas de la fachada |

|                |
| Vista nocturna |